# Juan Jacobo Valadés
Juan Jacobo Valadés fue un político mexicano, así como gobernador de Colima del 6 de enero de 1915 al 30 de junio de 1917. 

## Gobernador de Colima
El 20 de febrero de 1915, como gobernador, expidió un decreto trasladando los poderes del Estado al puerto de Manzanillo, situación que se mantuvo hasta el 1 de marzo de 1915, en virtud de la derrota sufrida por los carrancistas en la Batalla de Sayula por las fuerzas del general Francisco Villa, lo que convirtió a Manzanillo en capital política del Estado.
| Predecesor: Esteban Baca Calderón | Gobernador de Colima 1915 - 1917 | Sucesor: José Felipe Valle |

- Datos: Q5950098